# Pedofilia
Pedofilia é um transtorno psiquiátrico em que um adulto ou adolescente mais velho sente uma atração sexual primária ou exclusiva por crianças pré-púberes, geralmente abaixo dos 11 anos de idade. Tal como um diagnóstico médico, critérios específicos para o transtorno classificam a pré-puberdade até os 13 anos. Uma pessoa que é diagnosticada com pedofilia deve ter ao menos 16 anos de idade, mas adolescentes devem ser pelo menos cinco anos mais velhos que a criança pré-púbere para que a atração possa ser diagnosticada como pedofilia. A pedofilia é uma cronofilia, mas não é considerada pela Associação Americana de Psiquiatria como uma orientação sexual.
É denominada como "transtorno pedófilo" no Manual Diagnóstico e Estatístico de Transtornos Mentais (DSM-5), que define a pedofilia como uma parafilia em que adultos ou adolescentes com 16 anos de idade ou mais velhos têm impulsos sexuais intensos e recorrentes em relação a crianças. A Classificação Internacional de Doenças (CID-10) define como uma preferência sexual por crianças pré-púberes ou no início da puberdade.
No uso popular, a palavra pedofilia é muitas vezes aplicada a qualquer interesse sexual por crianças ou ao ato de abuso sexual infantil. Este uso acaba por fundir a atração sexual (pedofilia) com o ato de abuso (abuso sexual infantil) e não faz distinção entre atração por pré-púberes e púberes ou menores pós-púberes. Os pesquisadores recomendam que estes usos imprecisos do termo sejam evitados porque, embora as pessoas que cometem abuso sexual de crianças, por vezes, apresentem o distúrbio, o criminoso que comete um abuso sexual infantil não pode ser chamado de pedófilo a menos que tenha um interesse sexual exclusivo por crianças pré-púberes. Ademais, nem todos os pedófilos molestam crianças. É estimado que 30 a 50% das pessoas que cometem abuso sexual infantil sejam pedófilas.
A pedofilia foi reconhecida e classificada formalmente pela primeira vez no final do século XIX. Uma quantidade significativa de pesquisas na área tem ocorrido desde a década de 1980. Embora na maior parte documentado em homens, há também mulheres que apresentam o distúrbio e pesquisadores supõem que as estimativas disponíveis sub-representem o verdadeiro número de pedófilos do sexo feminino. Não existe uma cura para a pedofilia, mas há terapias que podem reduzir a incidência com que um paciente possa cometer um abuso sexual infantil. Nos Estados Unidos, criminosos sexuais que são diagnosticados com algum transtorno mental, particularmente a pedofilia, podem ser alvo de tratamento involuntário permanente. As causas exatas da pedofilia ainda não foram conclusivamente estabelecidas. Alguns estudos sobre o transtorno em agressores sexuais de crianças têm correlacionado com várias anormalidades neurológicas e patologias psicológicas.

## Terminologia

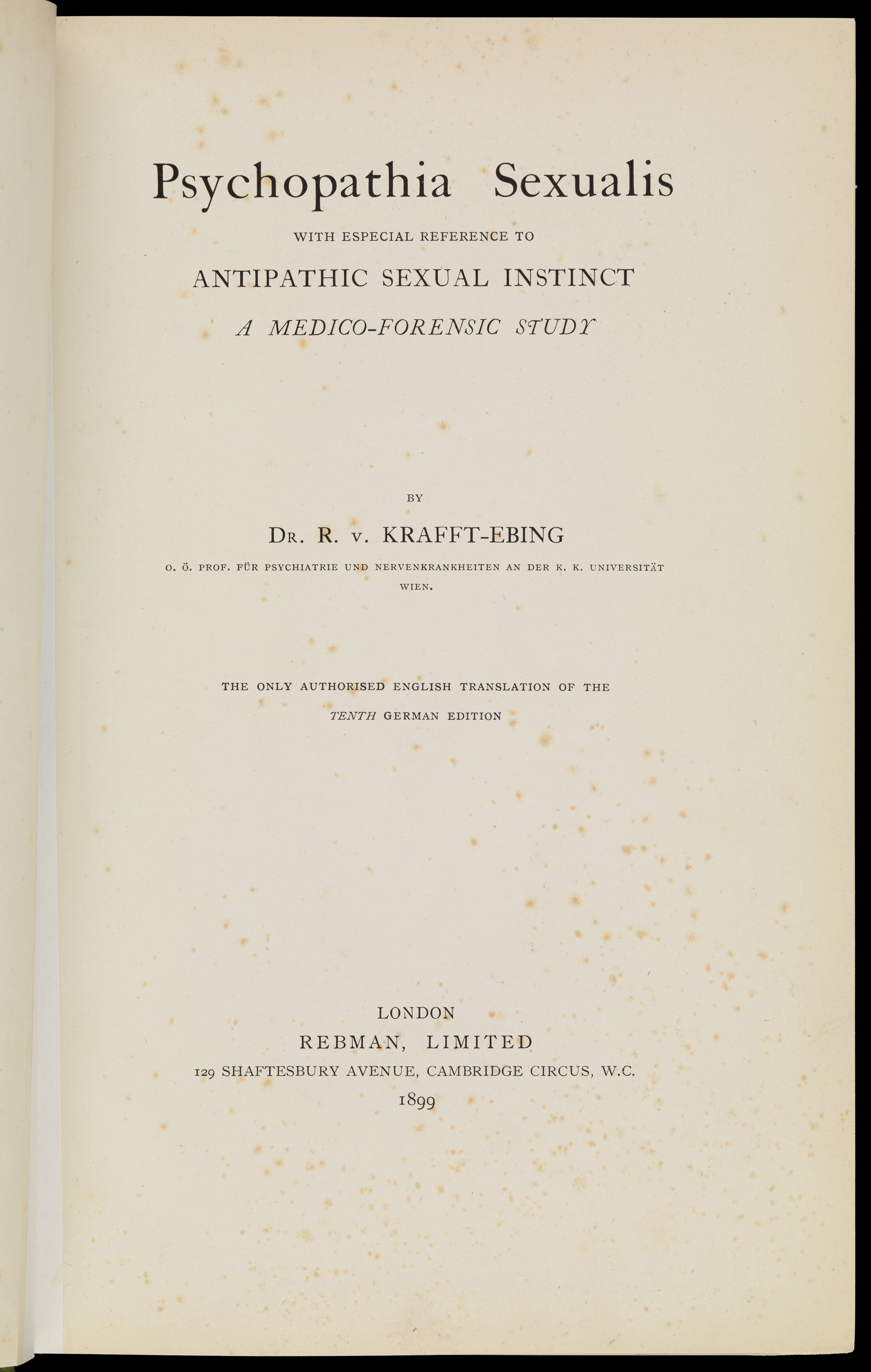
Página introdutória da décima edição de Psychopathia Sexuallis (1899, inglês)

A palavra "pedofilia" vem do grego παῖς, παιδός (paîs, paidós; significando "criança"), e φιλία (philía; amizade). O termo "paedophilie" (em alemão") foi usado pelas primeiras vezes por pesquisadores de Pederastria na Grécia Antiga. Foi usado, em seguida, no campo da ciência forense após a década de 1890 com a cunhagem do termo "paedophilia erotica" na edição de 1896 de Psychopathia Sexualis de Richard von Krafft-Ebing. Krafft-Ebing foi o primeiro pesquisador a usar o termo para significar um padrão de atração sexual a crianças pré-púberes, excluindo crianças púberes da fraixa de atração sexual pedofílica. Em 1895, a palavra "pedophily" (em inglês), foi usada como uma tradução da palavra "pädophilie" (em alemão). O termo "pedophilia" (inglês) foi raramente usado até o ano de 1945, mas começou a aparecer em documentos médicos após 1950. Pela década de 1950 e durante a de 1980, o termo começou a ser usado pela mídia popular.

### Definição
Pedofilia é o desvio sexual "caracterizado pela atração por crianças, com os quais os portadores dão vazão ao erotismo pela prática de obscenidades ou de atos libidinosos". Alguns sexólogos, porém, como o especialista americano John Money, acreditam que não somente adultos, mas também adolescentes, podem ser qualificados como pedófilos. O uso do termo pedófilo para descrever criminosos que cometem atos sexuais com crianças é visto como errôneo por alguns indivíduos, especialmente quando tais indivíduos são vistos de um ponto de vista clínico, uma vez que a maioria dos crimes envolvendo atos sexuais contra crianças são realizados por pessoas que não são consideradas clinicamente pedófilas, já que não sentem atração sexual primária por crianças. Mundialmente, apenas um quarto dos abusos sexuais de crianças são praticados por pedofilos. Esses abusos sexuais são praticados por pessoas que simplesmente acharam mais fácil fazer sexo com crianças, seja enganado-as ou utilizando de intimidação ou força.

## Diagnóstico
A Classificação Internacional de Doenças (CID-10), da Organização Mundial da Saúde (OMS), item F65.4, define a pedofilia como "Preferência sexual por crianças, quer se trate de meninos, meninas ou de crianças de um ou do outro sexo, geralmente pré-púberes".
O Diagnostic and Statistical Manual of Mental Disorders (DSM-IV), da Associação de Psiquiatras Americanos, define uma pessoa como pedófila caso ela cumpra os três quesitos abaixo:
1. Por um período de ao menos seis meses, a pessoa possui intensa atração sexual, fantasias sexuais ou outros comportamentos de caráter sexual por pessoas com 13 anos de idade ou menos ou que ainda não tenham entrado na puberdade.
2. A pessoa decide por realizar seus desejos, seu comportamento é afetado por seus desejos, e/ou tais desejos causam estresse ou dificuldades intra e/ou interpessoais.
3. A pessoa possui mais do que 16 anos de idade e é no mínimo 5 anos mais velha do que a criança.

Este critério não se aplica a indivíduos com 12-13 anos de idade ou mais, envolvidos em um relacionamento amoroso (namoro) com um indivíduo entre 17 e 20 anos de idade ou mais. Haja vista que nesta faixa etária sempre aconteceram e geralmente acontecem diversos relacionamentos entre adolescentes e adultos de idades diferentes. Namoro entre adolescentes e adultos não é considerado pedofilia por especialistas no assunto. (Exemplo: O namoro entre uma adolescente de 14 anos e um jovem de 18 anos)
As fronteiras precisas entre infância e adolescência podem variar em casos individuais, e são difíceis de definir em termos rígidos de idade. A OMS, por exemplo, define adolescência como o período da vida entre 10 e 20 anos de idade, tendo como referência apenas aspectos biológicos, como a puberdade, a gravidez precoce e a saúde do adolescente. Muitas vezes são levados em conta também aspectos sociais e econômicos, definindo a adolescência como o período da vida entre os 13 anos de idade e a maioridade civil (que geralmente se dá aos 18 anos). No Brasil, a definição legal de adolescente é de pessoa entre os 12 e os 18 anos, conforme artigo 2º do ECA (Estatuto da Criança e do Adolescente).

## Causas
A causa ou causas da pedofilia são desconhecidas. Recentes estudos, empregando exploração por ressonância magnética, foram feitos na Universidade de Yale e mostraram diferenças significativas na atividade cerebral dos pedófilos. O jornal Biological Psychiatry declarou que, pela primeira vez, foram encontradas provas concretas de diferenças na estrutura de pensamento dos pedófilos. Um psicólogo forense declarou que essas descobertas podem tornar possível o tratamento farmacológico da pedofilia.. Continuando nessa linha de pesquisas, o Centro de Vício e Saúde Mental de Toronto, em estudo publicado no Journal of Psychiatry Research, demonstrou que a pedofilia pode ser causada por ligações imperfeitas no cérebro dos pedófilos. Os estudos indicaram que os pedófilos têm significativamente menos matéria branca, que é a responsável por unir as diversas partes do cérebro entre si.
Pensava-se que o histórico de abuso sexual na infância era um forte fator para o abuso sexual, mas pesquisas recentes não encontraram relação causal, uma vez que a grande maioria das crianças que sofrem abusos não se tornam infratores quando adultos, nem tampouco a maioria dos infratores adultos relatam terem sofrido abuso sexual. O "US Government Accountability Office" concluiu que "a existência de um ciclo de abuso sexual não foi estabelecida." Antes de 1996, havia uma crença generalizada na teoria do "ciclo de violência", porque a maioria das pesquisas feitas eram retrospectivas e baseadas em um grupo pré-definido (Cross-sectional study) — os infratores eram questionados se teriam sofrido abusos no passado. A maioria desses estudos descobriu que a maioria dos adultos infratores relataram não terem sofrido qualquer tipo de abuso durante a infância, mas os estudos variam quanto as estimativas percentuais de infratores com histórico de abusos em relação ao total de infratores, de 0 a 79 por cento. Pesquisa mais recentes, de caráter prospectivo longitudinal, estudando crianças com casos documentados de abuso sexual ao longo de certo período a fim de determinar que percentagem delas se tornaria infratora, tem demonstrado que a teoria do ciclo de violência não constitui uma explicação satisfatória para o comportamento pedófilo.

## Correlações biológicas
Muitos pesquisadores tem relatado correlações entre a pedofilia e algumas características psicológicas, como baixa auto-estima e baixa habilidade social. Até recentemente, muitos pesquisadores acreditavam que a pedofilia fosse causada por essas características. A partir de 2002, outros pesquisadores, em especial os sexólogos canadenses James Cantor e Ray Blanchard, começaram a relatar um série de descobertas relacionando a definição médica de pedofilia com a estrutura e o funcionamento cerebrais: homens pedófilos (e hebefílicos) possuem QI mais baixo, pontuação mais baixa em testes de memória, maior proporção de canhotos, taxas mais altas de repetência escolar em proporção com as diferenças de QI, menor estatura maior probabilidade de terem sofrido ferimentos na cabeça acompanhados de perda de consciência, e várias diferenças em estruturas cerebrais detectadas através de ressonância magnética nuclear (MRI, em inglês). Eles relatam que suas descobertas sugerem a existência de uma ou mais características neurológicas congênitas (presentes ao nascer) que causam ou aumentam a probabilidade de se tornar um pedófilo. Evidências de transmissão familiar "sugerem, mas não provam que fatores genéticos sejam responsáveis" pelo desenvolvimento da pedofilia.
Outro estudo, usando ressonância magnética nuclear (MRI) estrutural, mostra que homens pedófilos possuem um menor volume de massa branca do que criminosos não-sexuais.
Imagens de ressonância magnética funcional (fMRI) tem mostrado que pessoas diagnosticados com pedofilia que abusaram de crianças tem ativação reduzida do hipotálamo, em comparação com indivíduos não-pedófilos, ao serem expostos a fotos eróticas de adultos. Um estudo de neuroimagem funcional de 2008 nota que o processamento central de estímulos sexuais em "pacientes pedófilos forenses" heterossexuais podem ser alterados por um distúrbio nas redes pré-frontais, que "podem estar associadas a comportamentos controlados por estímulo, como os comportamentos sexuais compulsivos." As descobertas podem também sugerir "uma disfunção no estágio cognitivo do processamento da excitação sexual."
Blanchard, Cantor e Robichaud (2006) revisaram a pesquisa que tentou identificar aspectos hormonais de pedófilos e concluíram que há de fato alguma evidência de que homens pedófilos tem menos testoterona do que aqueles no grupo de controle, mas que a pesquisa é pobre e que é difícil tirar qualquer conclusão firme a partir dela.
Apesar de não poderem ser consideradas causas da pedofilia, diagnósticos psiquiáricos adicionais — como distúrbios da personalidade e abuso de substâncias — são fatores de risco para a concretização dos impulsos pedófilos. Blanchard, Cantor e Robichaud (2006) notaram, a respeito do nexo-causal pedofilia-estados psiquiátricos adicionais, que "as implicações teóricas não são tão claras. São os genes específicos ou fatores nocivos no ambiente pré-natal que predispõem um homem a desenvolver distúrbios afetivos e pedofilia, ou a frustração e isolamento causados pelos desejos sexuais socialmente inaceitáveis — ou a sua ocasional satisfação - é que levam à ansiedade e ao desespero?" Eles indicaram que, por terem constatado anteriormente que mães de pedófilos tem maior probabilidade de terem passado por tratamento psiquiátrico, a hipótese genética é mais provável.

## Sociedade
A pedofilia é uma das condições mais estigmatizadas de todas. Entre o público geral, reações emocionais comuns ao tópico incluem raiva, medo e rejeição de pedófilos, mesmo que não tenham cometido crimes sexuais. Em dois questionários, 14% e 28% dos participantes concordaram que pessoas com pedofilia deveriam morrer mesmo se nunca tivessem cometendo nenhum crime. Essas atitudes podem impactar negativamente a prevenção do abuso sexual infantil, desencorajando pessoas com pedofilia de buscar ajuda psicológica.
Segundo às sociólogas Melanie-Angela Neuilly e Kristen Zgoba, a preocupação popular com a pedofilia intensificou-se muito durante a década de 1990, coincidindo com a sensacionalização de diversos crimes sexuais, assim como uma queda geral dos índices de abuso sexual infantil.
Atitudes sociais relacionadas ao abuso sexual infantil são extremamente negativas, com algumas pesquisas ranqueando-o acima do assassinato em termos de percepção negativa pelo público. Pesquisas científicas têm mostrado que existem diversos mal-entendidos e percepções irrealistas do público direcionado ao abuso sexual infantil e pedófilos.

### Brasil
Nas décadas precedentes a 2013, o uso do termo "pedofilia" foi gradativamente amplificado pela imprensa, por políticos e profissionais do direito. Durante a CPI da Pedofilia (iniciada em 2008), o senador Magno Malta tentou "tipificar a pedofilia" como um crime na legislação penal brasileira, objetivo esse que foi reprovado pela maioria dos membros do grupo de assessoria técnica da comissão, visto que tal visão era discordante com a Classificação Internacional de Doenças (CID) da Organização Mundial da Saúde (OMS), e tal terminologia acabou não sendo incorporada aos projetos de lei formulados nesse período. Um dos principais resultados da CPI da Pedofilia foi o promulgamento de uma lei em 2008 que modificou os artigos 204 e 241 do ECA, e agravou as penas relacionadas à posse e distribuição de pornografia infantil.
Na mídia brasileira, o termo "pedofilia" é erroneamente usado não apenas para designar o ato de abuso sexual infantil, mas também atos associados à pornografia infantil e ao estupro.

#### No âmbito político
No final de 2017, a exposição Queermuseum em Porto Alegre (RS) foi falsamente acusada por diversos grupos políticos de, entre outras coisas, "compactuar com a pedofilia". Durante a discussão, o co-fundador do Movimento Brasil Livre, Kim Kataguiri, acusou os participantes da exposição de "tentar promover [a] pedofilia e [a] zoofilia para as crianças e com dinheiro público.” Após o evento ser cancelado, diversos municípios, como Uruguaiana (RS), baniram o itens relacionados ao evento de bibliotecas escolares sob justificativa que os mesmos "incitavam a pedofilia". Meses após, outra performance baseada na obra "bichos" de Lygia Clark foi acusada por grupos conservadores de apoiar a pedofilia. A exposição Criança Viada, de Bia Leite, também foi criticada de forma similar por tais grupos.
Durante as campanhas contra tais manifestações artísticas, grupos de direita usaram o termo "pedofilia" de maneira errônea, sem fazer distinção entre a parafilia e o abuso sexual infantil. Além disso, também acusaram falsamente pessoas queer e outros defensores da liberdade sexual de defender a apologia à pedofilia.

## Legislação
A Convenção Internacional sobre os Direitos da Criança, aprovada em 1989 pela Assembleia Geral das Nações Unidas, define que os países signatários devem tomar "todas as medidas legislativas, administrativas, sociais e educativas" adequadas à proteção da criança, inclusive no que se refere à violência sexual (artigo 19).

### No Brasil
O Código Penal Brasileiro não emprega o termo pedofilia para designar crime, e a ideação de fantasias pedófilas não se configura crime na legislação brasileira. Crimes comumente associados à pedofilia includem, porém, o estupro de vulnerável (conjunção carnal com menor de 14 anos) e outros crimes relacionados à pornografia infantil.
O termo "crime de pedofilia" é frequentemente utilizado de forma equivocada pelos meios de comunicação. A lei brasileira não possui o tipo penal "pedofilia". A pedofilia, como contato sexual entre crianças e adultos, se enquadra juridicamente no crime de estupro de vulnerável (art. 217-A do Código Penal) com pena de oito a quinze anos de reclusão e considerados crimes hediondos. Os meios de comunicação de forma insistente invocam como verdade a equiparação de uma condição psicológica com um ato criminoso.
Pornografia infantil é crime no Brasil, passível de pena de prisão de dois a seis anos e multa. Artigo 241, do Estatuto da Criança e do Adolescente (Lei nº 8.069/90): Apresentar, produzir, vender, fornecer, divulgar ou publicar, por qualquer meio de comunicação, inclusive rede mundial de computadores (internet), fotografias ou imagens com pornografia ou cenas de sexo explícito envolvendo criança ou adolescente. Em novembro de 2003, a abrangência da lei aumentou, para incluir também a divulgação de links para endereços contendo pornografia infantil como crime de igual gravidade.
Arie Scher, que exercia as funções de cônsul para assuntos administrativos e consulares no Consulado Geral de Israel no Rio de Janeiro, foi denunciado, em julho de 2000, pela prática do crime de pedofilia. A polícia civil do estado encontrou, no seu apartamento, na zona sul da cidade, 154 fotos pornográficas de crianças e de um adolescente, além de 12 fitas de vídeo. Segundo o cônsul-geral de Israel no Rio de Janeiro, Eitan Surkis, o cônsul-adjunto, Scher, deixou o Brasil a pedido do Ministério das Relações Exteriores de Israel para prestar esclarecimento a uma comissão especial formada para apurar a denúncia.
A partir de 2007 os Conselhos Estaduais da Criança e do Adolescente, com a coordenação nacional da Secretaria dos Direitos Humanos, lançou uma ampla campanha para coibir a prática de crimes contra menores, através de denúncias anônimas feitas através do telefone 100. Em todo o país este número serve para receber as denúncias de abusos de toda a ordem - e os sexuais são a maioria dos casos.
Em 20 de dezembro de 2007 a Polícia Federal do Brasil, em conjunto com a Interpol, o FBI e outras agências de investigação desvendou o uso da Internet como meio para divulgação de material - para tanto usando da identificação dos IPs anônimos - tendo efetuado três prisões em flagrante e mais de quatrocentas apreensões pelo país - sendo esta a primeira operação onde foi possível identificar usuários da rede mundial de computadores para a prática pedófila no Brasil

### No mundo
Em 2007, ocorreu a busca por um criminoso que aparecia em várias fotos abusando de menores. Cerca de duzentas imagens com seu rosto digitalmente alterado foram divulgadas na Internet. Numa busca que envolveu especialistas em edição de imagens, a fim de restaurar a imagem do rosto do procurado, o canadense Christopher Neil, 32 anos, foi preso e acusado por abuso sexual infantil na província de Nakhon Ratchasima, em Korat, a cerca de 250 km a norte da capital Bangcoc, uma área turística da Tailândia. A captura começou quando investigadores captaram um telefonema de uma travesti tailandesa com quem Neil teve contatos no passado. A travesti, de 25 anos, que já alugou uma casa com Neil em outra região da Tailândia, colaborou com as investigações levando os policiais até a residência do acusado. No mesmo dia a instrutora de tênis britânica, Claire Lyte, 29 anos, foi condenada pelo mesmo crime ao ser considerada culpada de manter relações sexuais com sua aluna de apenas 13 anos. Lyte deve receber a sentença pela condenação dentro de um mês.

### Nas entidades religiosas
Cláudio Hummes, cardeal prefeito da Congregação para o Clero do Vaticano, reconheceu que casos de pedofilia afetam 4% dos padres católicos, o que representaria cerca de 20 mil sacerdotes em todo o mundo.
Os jornalistas do jornal Boston Globe investigaram um caso na cidade de Boston, que descobriu mais de 70 padres que cometiam abusos sexuais com crianças. Com a repercussão, o caso foi até para as telas do cinema. O filme Spotlight conta a história da equipe de jornalistas e como descobriram os casos. O elenco conta com Michael Keaton, Rachel McAdams e Mark Ruffalo.

## História
Um movimento de ativismo pedófilo teria surgido nos Países Baixos, no final da década de 1950, pelo trabalho do neerlandês Frits Bernard, que fundou um grupo tolerado naquele país, tendo se desenvolvido a partir da Revolução sexual dos anos 1970 e até o início dos anos 1980, sobretudo na Europa Ocidental e Estados Unidos.[carece de fontes?]

### Ativismo pedófilo
O ativismo pró-pedofilia é um movimento que teve seu período mais ativo entre os anos 1950 e início dos anos 1990 e atualmente é mantido em sua maior parte através de sites na Internet. Os seus objetivos passam pela abolição ou redução da idade de consentimento, legalização da pornografia infantil e, sobretudo, a aceitação da pedofilia como uma orientação sexual ao invés de um distúrbio psicológico.

### Ativismo antipedofilia
O ativismo antipedófilo abrange oposição aos pedófilos, ativismo pró-pedófilo e outros fenômenos tidos como relacionados à pedofilia, como a pornografia infantil e abuso sexual de menores. Muitas ações diretas classificadas como antipedófila envolvem demonstrações contra acusados de crimes de natureza sexual, grupos que advogam a legalização da atividade sexual entre adultos e crianças, usuários de internet que solicitam sexo a adolescentes.